# Leiospora pamirica
Leiospora pamirica là một loài thực vật có hoa trong họ Cải. Loài này được (Botsch. & Vved.) Botsch. & Pachom. mô tả khoa học đầu tiên năm 1972.